# Hypercompe pura
Hypercompe pura là một loài bướm đêm thuộc phân họ Arctiinae, họ Erebidae.